# Pseudorthocladius rectangilobus
Pseudorthocladius rectangilobus är en tvåvingeart som beskrevs av Caspers 1980. Pseudorthocladius rectangilobus ingår i släktet Pseudorthocladius och familjen fjädermyggor. Arten har ej påträffats i Sverige. Inga underarter finns listade i Catalogue of Life.